# Bistum Dolisie
Das Bistum Dolisie (lateinisch Dioecesis Dolisiensis, französisch Diocèse de Dolisie) ist eine in der Republik Kongo gelegene römisch-katholische Diözese mit Sitz in Dolisie.

## Geschichte
Das Bistum Dolisie wurde am 24. Mai 2013 durch Papst Franziskus aus Gebietsabtretungen des Bistums Nkayi errichtet und dem Erzbistum Brazzaville als Suffraganbistum unterstellt.
Am 30. Mai 2020 unterstellte Papst Franziskus das Bistum Dolisie dem Erzbistum Pointe-Noire als Suffragan.
Es umfasst das Departement Niari.

## Bischöfe von Dolisie
- Bienvenu Manamika Bafouakouahou, 2013–2020, dann Erzbischof von Brazzaville
- Toussaint Ngoma Foumanet CSSp, seit 2022